# Raz Degan
Raz Degan (ur. 25 sierpnia 1968 w kibucu Sede Nechemja) – izraelski aktor i reżyser, model.

## Życiorys

### Wczesne lata
Urodził się w Sede Nechemja w Kibcu w Izraelu jako syn Adiny Degan i Eliaha Degana. Odbył trzyletnią służbę wojskową w armii izraelskiej.

### Kariera
W wieku 21 lat rozpoczął karierę jako model. Pojawiał się na okładkach najważniejszych magazynów w branży, takich jak „Elle”, „Vogue”, „Cosmopolitan” czy „Glamour”. Był reprezentowany przez agencję Riccardo Gay Model Management. Uczestniczył w pokazach w Tajlandii, Stanach Zjednoczonych, Australii, Francji i we Włoszech, gdzie zdobył popularność dzięki udziałowi w licznych reklamach telewizyjnych, w tym Jägermeistera (1995), Polaroid Corporation (1995) w roli piosenkarza rockowego czy Pino Silvestre (1996).
Później Raz Degan poświęcił się aktorstwu, pracując zarówno w Stanach Zjednoczonych, jak i we Włoszech. W 1994 pojawił się w komediodramacie Roberta Altmana Pret-a-Porter z Marcello Mastroiannim i Sophią Loren. Dwa lata potem zagrał w dreszczowcu Carlo Vanzina Dźwięk (Squillo, 1996) i był także bohaterem teledysku do piosenki Amedeo Minghiego „Cantare è d’amore” (1996). Na planie dreszczowca Para morderców (Coppia omicida, 1998) spotkał się z Raoulem Bovą. Studiował aktorstwo w Actor’s Studio w Nowym Jorku.
Po udziale w ekranizacji tragedii Williama Szekspira Tytus Andronikus (Titus, 1999), w 2000 przeniósł się do Los Angeles, gdzie studiował, aby zostać nauczycielem jogi w Santa Monica.
W 2002 powrócił do Włoch i otworzył East West Gallery w Mediolanie, galerię sztuki promującą młodych artystów malarzy z całego świata. Zwrócił na siebie uwagę jako król Dariusz III, Szach Persji w widowiskowym dramacie historycznym Olivera Stone’a Aleksander (Alexander, 2004).
W 2002 zagrał Jezusa w spektaklu Giorgio Albertazzi’ego Pilato sempre.
W 2004 wraz ze swoją partnerką Paolą Barale nakręcił film dokumentalny Film prywatny (Film privato), emitowany przez Italia 1. Zagrał postać profesora w dramacie Ermanna Olmiego Sto gwoździ (Centochiodi, 2007), który był prezentowany na 60. Festiwalu Filmowym w Cannes i nominowany do nagrody Davida. Po występie w głównej roli inspektora Alessandro Castriego w komediodramacie Albakiara – Il film (2008), wystąpił jako Alberto da Giussano we włoskim filmie kostiumowym Renza Martinelliego Barbarossa: Klątwa przepowiedni (Barbarossa, 2009) z Rutgerem Hauerem.
W 2010 wraz z Milly Carlucci był jednym z konkurentów szóstej edycji programu Rai 1 Dancing with the Stars (Ballando con le stelle). Był gospodarzem programu telewizyjnego Italia 1 Mistero. Jako operator biograficznego filmu dokumentalnego Nadava Schirmana Zielony książę (The Green Prince, 2014) był nominowany do Złotej Żaby na Międzynarodowym Festiwalu Sztuki Autorów Zdjęć Filmowych Camerimage w Toruniu.
W 2016 wyreżyserował film dokumentalny Ostatni szaman (The Last Shaman), za który zdobył nagrodę jury na LifeArt Festival.
W 2017 został zwycięzcą jako jeden z uczestników dwunastej edycji programu reality show Canale 5 Wyspy sławy (L’isola dei famosi). Wystąpił w jednym z odcinków serialu Rai 1 Śledztwa Lolity Lobosco (Le indagini di Lolita Lobosco, 2021) – Spaghetti all’assassina z Francesco De Vito.

## Życie prywatne
Był w nieformalnym związku z francuską modelką Aurelie Claudel (ur. 1980). W latach 2002–2008 był związany z włoską aktorką Paolą Barale (ur. 1967). W sierpniu 2008 spotykał się z Kasią Smutniak.

## Filmografia
| Rok       | Tytuł                                                                        | Rola                                   | Reżyser          |
| --------- | ---------------------------------------------------------------------------- | -------------------------------------- | ---------------- |
| 1994      | Pret-a-Porter                                                                | model (cameo)                          | Robert Altman    |
| 1996      | Alisea i wyśniony książę (Sorellina e il principe del sogno, TV)             | Demian                                 | Lamberto Bava    |
| 1996      | Dźwięk (Squillo)                                                             | Toni                                   | Carlo Vanzina    |
| 1998      | Para morderców (Coppia omicida)                                              | Vito                                   | Claudio Fragasso |
| 1998      | Dziewczyny z Placu Hiszpańskiego (Le Ragazze di Piazza di Spagna, serial TV) | Książę Edoardo Forti Di San Sebastiano |                  |
| 1999      | Tytus Andronikus (Titus)                                                     | Alarbus                                | Julie Taymor     |
| 2001      | Beztroski w Rzymie (Giravolte)                                               | Bo                                     | Carola Spadoni   |
| 2004      | Aleksander (Alexander)                                                       | Dariusz III, Szach Persji              | Oliver Stone     |
| 2004      | Camera cafè (serial TV)                                                      |                                        |                  |
| 2005      | Jedna setka gwoździ (Cento chiodi, dokumentalny)                             | protagonista                           |                  |
| 2007      | Sto gwoździ (Centochiodi)                                                    | profesor                               | Ermanno Olmi     |
| 2008      | Albakiara                                                                    | inspektor Castri                       | Stefano Salvati  |
| 2009      | Barbarossa: Klątwa przepowiedni (Barbarossa)                                 | Alberto da Giussano                    | Renzo Martinelli |
| 2010-2013 | Mistero (serial TV)                                                          |                                        |                  |
| 2011      | Terytorium wroga (Forces spéciales)                                          | Ahmed Zaief                            | Stéphane Rybojad |
| 2012      | Omamamia                                                                     | Silvio                                 | Tomy Wigand      |
| 2021      | Śledztwa Lolity Lobosco (Le indagini di Lolita Lobosco, serial TV)           |                                        | Luca Miniero     |